# وان پنگ
وان پنگ (انگلیسی: Wan Peng؛ زادهٔ ۲۰ اوت ۱۹۹۶) بازیگر اهل چین است. وی از سال ۲۰۱۸ میلادی تاکنون مشغول فعالیت بوده است.